# Pleura parietale
La pleura parietale è uno dei due foglietti che va a costituire la pleura, la membrana sierosa che ricopre ed avvolge indipendentemente ciascun polmone. Nell'ilo si riflette nel foglietto viscerale.

## Disposizione e rapporti
La pleura parietale viene distinta in tre parti: costale (o costovertebrale), mediastinica e diaframmatica. Alcuni testi vedono anche la presenza di una porzione cervicale che sarebbe la continuazione della pleura costovertebrale a livello dell'apice dei polmoni.

### Pleura costale
La pleura costale (o costovertebrale) è la porzione più estesa e, portandosi dalla faccia posteriore dello sterno alla faccia laterale dei corpi vertebrali, riveste strettamente la superficie interna dello sterno, le coste, il muscolo trasverso del torace, i muscoli intercostali e la superficie laterale delle vertebre comprese nel suo livello. È spessa e resistente ed esternamente è rivestita dalla fascia endotoracica, un sottile strato di tessuto connettivo lasso che inferiormente si continua nell'addome con la fascia trasversale, posta al di sopra del peritoneo parietale.
In alto ricopre l'apice del polmone ed entra in rapporto con le strutture presenti all'apertura superiore del torace come: plesso brachiale, ganglio cervicale inferiore, arterie toraciche interne, arterie intercostali e arterie vertebrali. La cupola pleurale è posta 2–3 cm sopra la I costa ed è rinforzata da una serie di fasci fibrosi e muscolari, l'apparato sospensore della pleura.
Medialmente la pleura costovertebrale si continua con la porzione mediastinica, superiormente con quella cervicale ed inferiormente con la diaframmatica.

#### Apparato sospensore della pleura
L'apparato sospensore della pleura è un insieme di fasci fibrosi e muscolari che mantengono la cupola pleurica adesa alle strutture circostanti l'apertura superiore del torace:
- legamento vertebropleurale: va dal corpo della VI e VII vertebra cervicale alla parte mediale della cupola;
- legamento costopleurale: tesa tra il corpo della I costa e la parte laterale della cupola;
- legamento scalenopleurale: è una parte della fascia del muscolo scaleno anteriore che raggiunge la parte anteriore della cupola e la I costa;
- muscolo scaleno minimo: tra i tubercoli anteriori dei processi trasversi delle vertebre 6 e 7 cervicali al margine mediale della I costa;
- fasci connettivali provenienti dalle tonache più esterne di esofago e trachea.

### Pleura diaframmatica
La pleura diaframmatica è la più sottile ed aderisce strettamente al diaframma, posto inferiormente ad essa.
Si continua superiormente e lateralmente con la pleura costovertebrale e medialmente con la pleura mediastinica a livello dell'inserzione del pericardio e sopra di esso.

### Pleura mediastinica
La pleura mediastinica è la struttura che delimita lateralmente la cavità mediastinica in cui è alloggiato il cuore e si trova esternamente al pericardio, essendo tesa fra lo sterno e la colonna vertebrale. A livello dell'ilo forma il legamento polmonare, una piega di forma triangolare che aderisce al diaframma in basso e al peduncolo polmonare in alto. La pleura destra ricopre inoltre la porzione superiore della vena cava superiore, parte della vena azigos, i nervi frenico e vago destri, la trachea e l'esofago (tra questo e la vena azigos forma il interazigosesofageo), mentre la sinistra ricopre l'arco aortico, i nervi frenico e vago sinistri, il condotto toracico e una parte dell'esofago (fra questo e l'aorta forma il seno interaorticoesofageo).
Si continua lateralmente con la pleura costovertebrale, superiormente con la cervicale, inferiormente con la diaframmatica.

## Vascolarizzazione ed innervazione
La pleura parietale costale, diaframmatica e mediastinica sono irrorate rispettivamente dalle arterie intercostali, dalle arterie freniche superiori e dalle arterie mediastiniche.
Le vene corrispondono alle arterie e sfociano in gran parte nelle vene azigos o emiazigos.
I vasi linfatici della pleura parietale formano due reti anastomizzate fra loro che fanno capo ai linfonodi toracici interni, intercostali e diaframmatici.
La pleura parietale è innervata da nervi intercostali, dal nervo vago, dal nervo frenico e dal simpatico.

## Struttura
Entrambi i foglietti presentano una struttura simile. Sono formate da mesotelio, uno strato di cellule piatte ed estese che in corrispondenza dei seni pleurali si fanno più alte con microvilli e cigliate, e da uno strato sottomesoteliale, formato da fasci di collagene paralleli e in profondità una ricca componente fibroelastica.
La pleura parietale presenta uno strato sottosieroso che può continuare con la fascia endotoracica o contenere tessuto adiposo, linfoide e fascetti muscolari lisci.

## Derivazione embriologica
La pleura deriva dalla lamina mesodermica che delimita la cavità pleurale. La parte che va a rivestire la gabbia toracica forma il mesotelio della pleura parietale.